# 嚮往
《嚮往》是香港歌手黎明的國語錄音室專輯，全碟由陳永明、黃國倫監製，收錄了10首歌曲，專輯於1998年5月1日由唱片公司寶麗金在香港及台灣首次發行。這是黎明於寶麗金時期的最後一張國語專輯，專輯於1998年5月在香港大型連鎖唱片店HMV的十大銷量榜排行第7位。

## 背景與發行
《嚮往》是寶麗金為黎明發行的最後一張國語專輯，黎明與寶麗金的合約於1998年3月20日結束，他決定不再續約並於1998年3月23日加盟新力唱片。這張專輯於1998年1月初率先在日本推出，並定於1998年3月22日在香港及台灣推出，惟寶麗金於黎明決定跳槽後取消了原定的發行及宣傳計劃，並將專輯延期至1998年5月1日推出。

## 曲目列表
| 曲序     | 曲目         |          | 作曲           | 编曲     | 製作人   | 时长  |
| -------- | ------------ | -------- | -------------- | -------- | -------- | ----- |
| 1.       | 嚮往         | 劉卓輝   | Asmin Mudin    | 陳永明   | 陳永明   | 3:58  |
| 2.       | 我太傻了嗎   | 林夕     | MOZ            | MOZ      | 陳永明   | 4:08  |
| 3.       | 心靈感應     | 因葵     | 吳國恩         | 吳國恩   | 陳永明   | 4:25  |
| 4.       | 吊兒郎當     | 劉卓輝   | 張兆鴻         | 張兆鴻   | 陳永明   | 3:40  |
| 5.       | 每次星光閃爍 | 張美賢   | 劉祖德、金培達 | 劉祖德   | 陳永明   | 4:02  |
| 6.       | 我眼中的天堂 | 林夕     | 黎明           | 唐奕聰   | 陳永明   | 4:13  |
| 7.       | 膽戰心驚     | 林夕     | 周初晨         | 何志偉   | 陳永明   | 4:32  |
| 8.       | 無聊生活     | 張美賢   | 劉祖德         | 劉祖德   | 陳永明   | 3:45  |
| 9.       | 我會對自己說 | 林夕     | 劉祖德         | 劉祖德   | 陳永明   | 3:28  |
| 10.      | 從今以後     | 林夕     | 黃國倫         | 王豫民   | 黃國倫   | 4:11  |
| 总时长： | 总时长：     | 总时长： | 总时长：       | 总时长： | 总时长： | 40:22 |

## 幕後製作人員
以下是《嚮往》的幕後製作人員名單：
- 鍵琴：郭偉亮（曲目2）、吳國恩（曲目3）、張兆鴻（曲目4）、劉祖德（曲目5,8,9）、唐奕聰（曲目6）、何志偉（曲目7）
- 結他：蘇德華（曲目1,2,5,7－9）、Joventino Remotigue（曲目3）、吳國恩（曲目3）、鍾世英（曲目4）、神童（曲目6）、江建民（曲目10）
- 低音結他：林志宏（曲目5,9）、何志偉（曲目7）
- 鼓：Anthony M. Fernandes（曲目5）、李守信（曲目10）
- 色士風：Vastine Pettis（曲目1,9）
- 電子樂器：郭偉亮（曲目2）、吳國恩（曲目3）、張兆鴻（曲目4）、劉祖德（曲目5,8,9）、唐奕聰（曲目6）、何志偉（曲目7）
- 和音：張偉文（曲目1,3－5,8,9）、周初晨（曲目1,2,5,7,9）、陳美鳳（曲目1,2,5,7－9）、譚錫禧（曲目1－5,7－9）、李小梅（曲目1,2,4－9）、鄭鴻昌（曲目2,7）、曹潔敏（曲目4,6）、雷有曜（曲目6）、雷有輝（曲目6）、劉祖德（曲目8）、黃怡（曲目10）、黃麗星（曲目10）
- 混音：陳永明（曲目1）、John Lin（曲目1－5,8,9）、吳子良（曲目6）、David Chow（曲目7）、Randy Ho（曲目7）、樊乃綱（曲目10）
- 錄音：David Chow（曲目1－6,8,9）、Temple Ho（曲目1－6,8,9）
- 工程：David Chow（曲目10）、樊乃綱（曲目10）、王基光（曲目10）
- 母帶處理：Anthony Yeung
- 美術指導、攝影：張文華
- 設計、插圖：Cat Fish
- 指導：劉淑貞
- 項目經理：黃偉菁
- 監製：陳永明（曲目1－9）、黃國倫（曲目10）
- 經理人公司：百事活娛樂事業有限公司

## 流行榜成績
以下是《嚮往》專輯的派台歌曲名單，以及其歌曲在香港四大電子媒體音樂流行榜的最高位置。
| 派台歌曲／流行榜 | 903專業推介 | 中文歌曲龍虎榜 | 新城電台勁爆本地榜 | 勁歌金榜 |
| ---------------- | ----------- | -------------- | ------------------ | -------- |
| 〈我太傻了嗎〉   | 第14位      | 未能上榜       | 未能上榜           | 未能上榜 |